# 64式微声手枪
64式微声手枪是中国兵器工业集团于1964年开始量产服役的消音手枪。生产数量不多，后被67式微声手枪取代。使用7.65×17毫米无缘式子弹，与7.65×17毫米（.32 ACP）不同。

## 使用者
- 中华人民共和国
  - 中國人民解放軍
- 越南
  - 越南人民軍